# Браузерна гра
Бра́узерна гра — це різновид ігор, основною характеристикою якого є використання інтерфейсу браузера. Такі ігри представлені різноманітними жанрами і, як правило, не вимагають встановлення іншого програмного забезпечення, окрім самого браузера та за потреби відповідних плагінів для нього (Flash, Java чи Silverlight).
Переважна більшість браузерних ігор орієнтовані на бізнес-модель Free-to-play, тобто, дозволяють грати безкоштовно якийсь час, поступово спонукаючи гравця витрачати реальні гроші для придбання ігрової валюти чи предметів.
Інтерфейс браузерної гри — це перебіг гри у браузері користувача. Зазвичай він реалізується за допомогою стандартних веб-технологій HTML, CSS, JavaScript і WebAssembly. Крім того, WebGL і WebGPU забезпечують складнішу графіку. На серверній частині можуть використовуватися серверні технології, не обмежені практично нічим.

## Історія

Браузерна гра Герої війни та грошей

У 1990-х з'явилися технології Macromedia Flash та Java. Це стало початком розробки браузерних ігор на Java і Flash. Перші ігри, створені на Macromedia Flash, були схожі на 8-бітні ігри. Із часом розробники відмовилися від Flash на користь інших технологій.
Наприкінці 1990-х почали з'являтися сайти для збору браузерних ігор на кшталт HotJava, яким опікувалася Sun Microsystems. Ці сайти почали набирати популярність. 1996 року Майкрософт придбала один із таких сайтів, The Village, та перейменувала його на Internet Gaming Zone, продовживши збирати там різноманітні карткові та настільні браузерні ігри. ClassicGames.com було створено 1997 року для збору класичних багатокористувацьких онлайн-ігор на основі Java, таких як шахи та шашки. З ростом популярності, Yahoo! вирішила придбати сайт 1998 року та перейменувати його на Yahoo!Games.
1999 роre Том Фулп започаткував категорію флеш-ігор, створивши гру Pico's School на своєму сайті Newgrounds, яка відзначалася складністю дизайну та досконалістю процесу, якої практично не було в аматорській розробці флеш-ігор того часу.
Поява швидкісного інтернету на початку 2000-х років привернула більше людей до браузерних ігор. З'явилися нові сайти, такі як Kongregate та Armor Games, а компанії PopCap Games і King, запустили власні портали з іграми, які вони самі розробили. Після запуску в 2004 році, Facebook додав підтримку браузерних ігор, інтегрованих із функціями соціальної мережі, створюючи ігри для соцмереж, зокрема з Farmville від Zynga. Успіх браузерних ігор також зашкодив деяким розробникам класичних ігор. Humonous Entertainment на початку 2000-х вони втратили чисмало гравців через флеш-ігри.
Більшість браузерних ігор спершу створювалися за допомогою Adobe Flash, але оскільки розробку цієї технології було припинено 31 грудня 2020 року, відтоді такі ігри розробляються на спеціальних плагінах для браузера. Тисячі подібних ігор були збережені проектом Flashpoint.

## Інді ігри

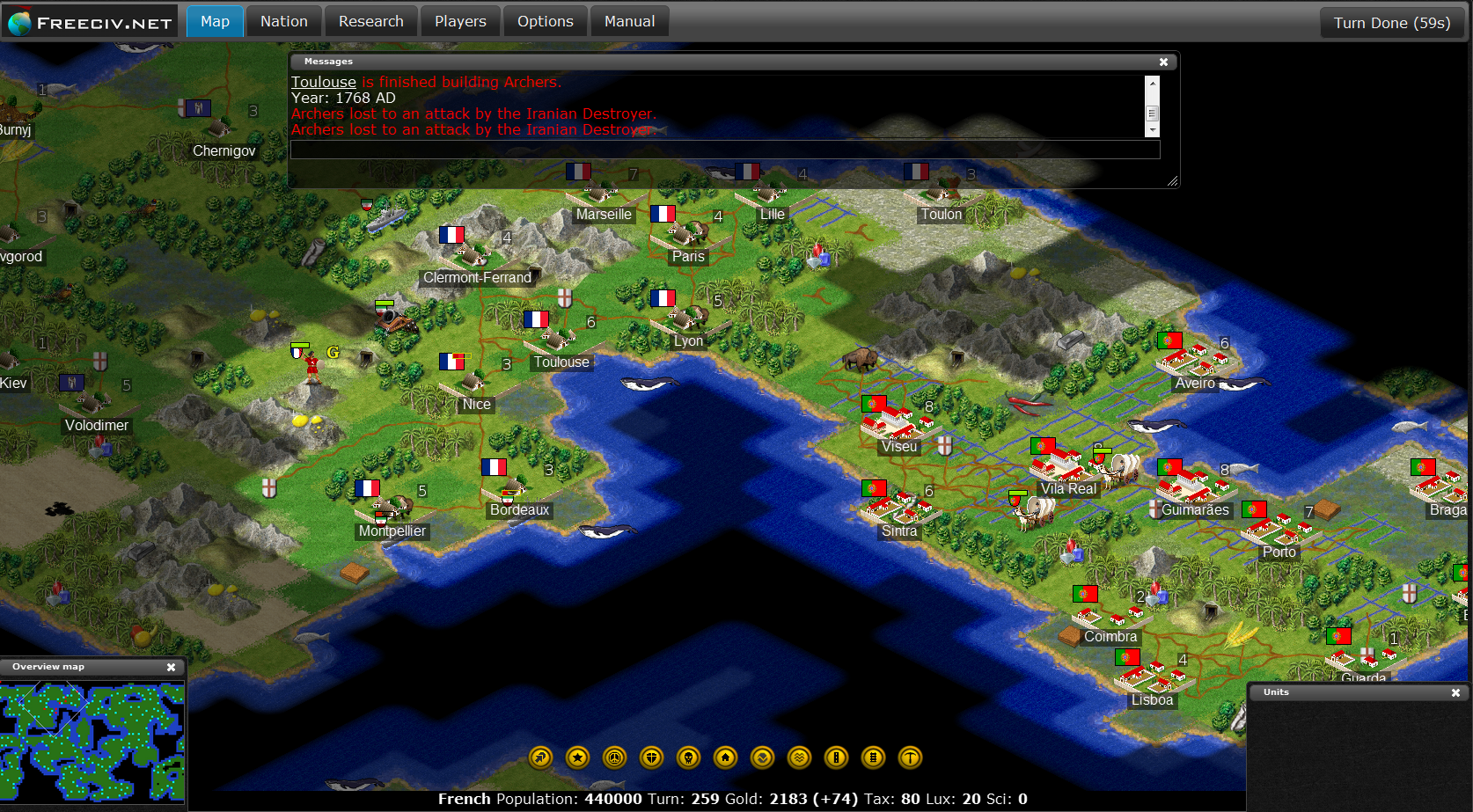
Браузерна версія гри Freeciv

Браузерні ігри були важливою платформою для появи інді-ігор. Наприкінці 1990-х і на початку 2000-х років індустрія відеоігор почала об'єднуватися навколо розробки ігор категорії ААА, ігор, створених великими студіями з багатомільйонними бюджетами. Через великі гроші індустрія мало ризикувала, а експериментальні ігри, як правило, залишалися поза увагою. Браузерні ігри стали місцем для таких ігор на початку 2000-х, і ширший інтерес до браузерних ігор до середини 2000-х привів до успіху деякі з цих ігор. Згодом низка інді-ігор, заснована на браузерних іграх, наприклад The Behemoth's Castle Crashers, натхнена Alien Hominid від Newgrounds, і Super Meat Boy (2010) Едмунда МакМіллена, заснована на його браузерній грі Meat Boy. Інші інді-розробники починали з браузерних і флеш-ігор, зокрема Vlambeer, Bennett Foddy та Maddy Thorson.

## Технології
В браузерних іграх широко використовуються стандартні вебтехнології, такі як HTML, CSS, PHP, JavaScript, але вони часто мають обмежений успіх через проблеми із сумісністю браузера і якість. Ці технології, разом звані динамічним HTML, застосовуються для ігор, які можуть бути запущені у всіх браузерах, що відповідають їхнім стандартам. Крім того, певні графічні технології, такі як SVG і Canvas забезпечують швидкий рендеринг векторної і растрової графіки відповідно. WebGL до того ж дозволяє підтримувати апаратне прискорення 3D в браузері.

## Найвизначніші ігри
- Війна племен
- Герої війни та грошей
- Танки Онлайн
- Agar.io
- Bastion
- Command & Conquer: Tiberium Alliances
- DarkOrbit
- ERepublik
- Lord of Ultima
- OGame
- World of Tanks Generals